# Керченська вулиця (Київ)
Ке́рченська ву́лиця — вулиця в Солом'янському районі м. Києва, місцевість Чоколівка. Пролягає від Донецької вулиці до кінця забудови біля площі Космонавтів.

## Історія
Вулиця виникла у 50-х роках XX століття під назвою 496-а Нова. Сучасна назва — з 1953 року.